# SRY
El gen SRY (del inglés sex-determining region Y), descubierto en 1990, es un gen de determinación sexual en los mamíferos marsupiales y placentarios localizado en el brazo corto del cromosoma Y. Codifica la proteína TDF (testis-determining factor), también conocida como SRY, una de las responsables de que las aproximadamente cuatro mil células germinales de los órganos genitales del embrión empiecen a formar los testículos. La existencia de mutaciones en este gen provoca alteraciones tanto genotípicas como fenotípicas.

## Evolución del genSRY
Mirando una filogenia de los grupos más grandes entre los vertebrados y comparando su sistema de cromosomas sexuales, se encuentra un sistema ZW ancestral para todos los amniotas y retenido en aves; por otra parte se observa un cambio independiente en terios y monotremas a un sistema XY. No obstante la aparición del gen SRY se da después de la división entre terios y monotremas, quienes a pesar de tener un cromosoma Y no poseen el gen SRY y cuyo mecanismo de determinación sexual parece estar mediado por DMRT1. El origen del gen SRY al parecer fue un evento de duplicación de genes del cromosoma X ligados al gen SOX3 hace alrededor de 159 millones de años.

## Determinación de los testículos

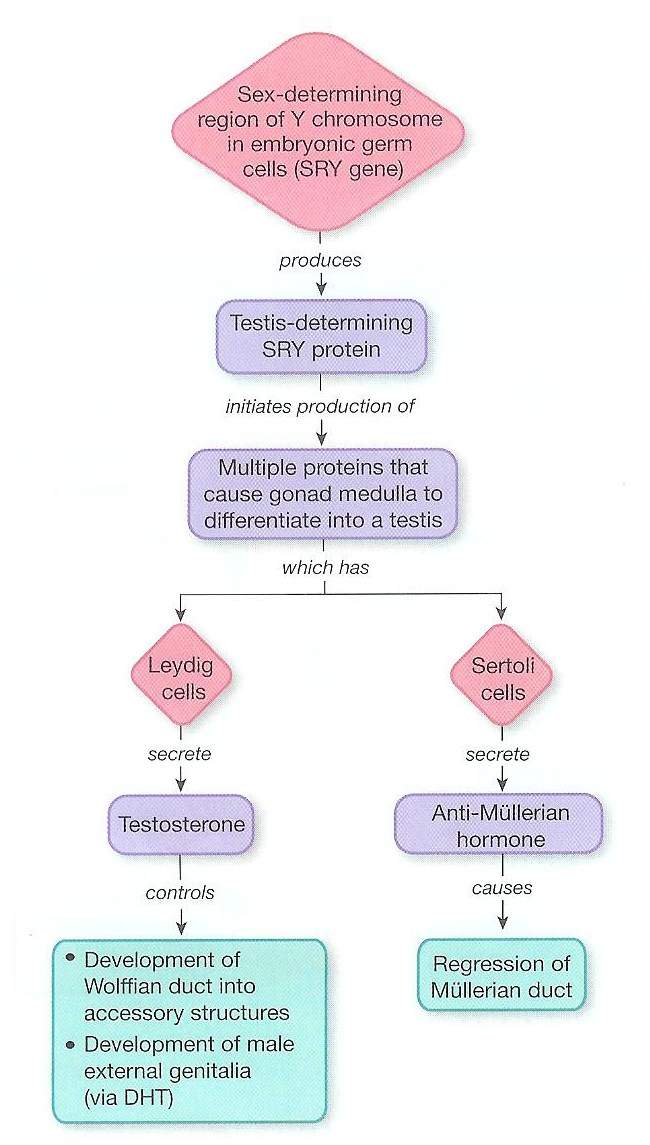
The Wolffian System Pathway.

La determinación sexual primaria parece no tener ningún carácter ambiental o autosómico, y depende casi exclusivamente del contenido cromosómico,  es decir,  si la persona es XX o XY y en consecuencia de la presencia de genes como SRY que inhiben la formación de ovarios y promueve la formación de testículos.
El precursor de los ovarios y testículos se forma por la presencia de los genes LHX9, SF1 y WT1 en la cresta genital que se convierte en una gónada bipotencial que se desarrollará en una estructura femenina o masculina dependiendo de la interacción génica y hormonal alrededor de la cuarta semana de formado el embrión.
Alrededor de la séptima semana se forman los genitales femeninos y masculinos a partir de los conductos de Müller y los conductos de Wolff, que respectivamente contribuyen en la formación de los oviductos y las bases del aparato genital masculino. 
Durante este proceso intervienen la testosterona, la hormona antimulleriana y el gen SRY entre otros que provocan la diferenciación del conducto de Wolff  en genitales masculinos y provocan la regresión del ducto de Müller. Además la testosterona se convierte en dihidrotestosterona, hormona responsable de la morfogénesis del pene y la glándula prostática.
En las hembras la producción de estrógenos junto a la interacción de los genes WNT4 y DAX1 lleva a la diferenciación del conducto muller  en el tracto reproductor femenino.

## Efectos fenotípicos
Los individuos XX pueden tener un fenotipo masculino si ha habido una translocación del gen SRY desde el cromosoma Y hacia uno de los cromosomas X, pero son individuos estériles, en parte porque no poseen los loci del cromosoma Y de los factores zoospérmicos para que se desarrollen normalmente los espermatozoides. Las translocaciones o deleciones del gen tienen penetrancia completa una expresividad en su mayoría uniforme.
Los individuos XY en donde el gen SRY se encuentra mutado, no es funcional o se cambió el marco de lectura genera fenotipos femeninos, es importante mencionar que mutaciones puntuales del SRY tienen penetrancia incompleta y una expresividad variable pero en su mayoría exhiben disgenesia gonadal.
De igual manera una doble copia de SRY eventualmente podría causar una ambigüedad genital por efecto de dosis génica, al igual que aumenta el riesgo de presentar gonadoblastoma.

## Regulación del genSRY
Un estudio publicado por el CSIC  en la revista PLOS ONE a finales de abril de 2013 demuestra que la actividad del gen SRY requiere estimulación por parte de la variante g del gen Gadd45 (Gadd45g), hasta el punto en que ratones en los que este gen se encuentre bloqueado no desarrollan testículos y sí los órganos sexuales femeninos, resultando así fenotipos de hembra aunque tuviesen cromosoma Y, y por tanto fuesen machos genéticamente.

## Inducción deSRYen ratones transgénicos
Numeroso experimentos llevados a cabo en ratones en los que se extraía una región de aproximadamente 14KB en donde se encuentra el gen SRY y posibles reguladores fue insertado en cigotos XX recién fecundados. Los resultados mostraron que aquellos ratones XX a los que se les insertó el gen SRY desarrollaron testículos, pene y demás órganos masculinos, sin embargo, el individuo era estéril pues no producía espermatozoides funcionales.
No obstante, los investigadores no esperaban que se desarrollaran espermatozoides funcionales pues en cariotipos de individuos tanto de ratones como de humanos XXY la doble presencia del cromosoma X impide la formación de los mismos. Otros experimentos también en ratones mostraron que genes SRY de diferentes cepas de ratones no siempre generaban la formación de testículos por lo que se concluyó que debe haber otros factores importantes en la determinación sexual, de manera que, el gen SRY sí es necesario pero no suficiente para el desarrollo completo testicular.